# Tipula (Savtshenkia) nephrotomoides invariegata
Tipula (Savtshenkia) nephrotomoides invariegata is een ondersoort van de tweevleugelige Tipula (Savtshenkia) nephrotomoides uit de familie langpootmuggen (Tipulidae). De ondersoort komt voor in het Afrotropisch gebied.